# Roompot-Oranje Peloton/2016
Deze pagina geeft een overzicht van de Roompot Oranje Peloton-wielerploeg in  2016.

## Algemeen
Sponsors: Roompot, Oranje Peloton
Algemeen manager: Michael Zijlaard
Ploegleiders: Jean-Paul van Poppel, Erik Breukink
Fietsmerk: Isaac
Onderdelen: SRAM
Kopmannen: Michel Kreder, Marc de Maar, Johnny Hoogerland, Pieter Weening

## Transfers
| Inkomend           | Team 2015                 | Uitgaand          | Team 2016          |
| ------------------ | ------------------------- | ----------------- | ------------------ |
| Pieter Weening     | Orica-GreenEdge           | Dylan Groenewegen | Team LottoNL-Jumbo |
| Barry Markus       | Team LottoNL-Jumbo        | Mike Terpstra     | DTS (Clubteam)     |
| Nick van der Lijke | Team LottoNL-Jumbo        |                   |                    |
| Kai Reus           | Veranda's Willems         |                   |                    |
| Antwan Tolhoek     | Rabobank Development Team |                   |                    |

## Renners
| Naam                   | Geboortedatum | Nationaliteit | Ploeg 2015                | Ploeg 2017                     |
| ---------------------- | ------------- | ------------- | ------------------------- | ------------------------------ |
| Jesper Asselman        | 12-03-1990    | Nederland     |                           |                                |
| Huub Duyn              | 01-09-1984    | Nederland     |                           | Veranda's Willems-Crelan       |
| Etienne van Empel      | 14-04-1994    | Nederland     |                           |                                |
| Sjoerd van Ginneken    | 06-11-1992    | Nederland     |                           |                                |
| Brian van Goethem      | 16-04-1991    | Nederland     |                           |                                |
| Reinier Honig          | 28-10-1983    | Nederland     |                           | Vorarlberg                     |
| Johnny Hoogerland      | 13-05-1983    | Nederland     |                           | stopt                          |
| Tim Kerkhof            | 13-11-1993    | Nederland     |                           | Destil-Piels                   |
| Michel Kreder          | 15-08-1987    | Nederland     |                           | Aqua Blue Sport                |
| Raymond Kreder         | 26-11-1989    | Nederland     |                           |                                |
| Wesley Kreder          | 04-11-1990    | Nederland     |                           | Wanty-Groupe Gobert            |
| Maurits Lammertink     | 31-08-1990    | Nederland     |                           | Katusha                        |
| André Looij            | 25-05-1995    | Nederland     |                           |                                |
| Nick van der Lijke     | 23-09-1991    | Nederland     | Team LottoNL-Jumbo        |                                |
| Marc de Maar           | 15-02-1984    | Nederland     |                           | Wisdom Hengxiang               |
| Barry Markus           | 17-07-1991    | Nederland     | Team LottoNL-Jumbo        | Pauwels Sauzen-Vastgoedservice |
| Kai Reus (vanaf 08/03) | 11-03-1985    | Nederland     | Veranda's Willems         | stopt                          |
| Ivar Slik              | 27-05-1993    | Nederland     |                           | Monkey Town                    |
| Antwan Tolhoek         | 29-04-1994    | Nederland     | Rabobank Development Team | Team LottoNL-Jumbo             |
| Berden de Vries        | 10-03-1989    | Nederland     |                           |                                |
| Pieter Weening         | 05-04-1981    | Nederland     | Orica-GreenEdge           |                                |

## Overwinningen
Ronde van Drenthe
Winnaar: Jesper Asselman
Ronde van Noorwegen
2e etappe: Pieter Weening
Eindklassement: Pieter Weening
Ronde van Luxemburg
Eindklassement: Maurits Lammertink
Ronde van Zwitserland
6e etappe: Pieter Weening
Ster ZLM Toer
1e etappe: Wesley Kreder
2015 · 2016 · 2017 · 2018 · 2019